# Ljudmila Mihajlivna Pekur
Ljudmila Mihajlivna Pekur, ukránul: Людмила Михайлівна Пекур (Csernyigov, 1981. január 6. –) ukrán válogatott labdarúgó, csatár.

## Pályafutása

### Klubcsapatban
A Lehenda Csernyihiv csapatában kezdte a labdarúgást. 2004-ben már a Metaliszt Harkiv együttesében szerepelt először a Bajnokok Ligájában. A Kubanocska, a Nagyezsda Noginszk, a Rosszijanka, az Enyergija Voronyezs, a Zvezda Perm és a Rjazany-VDV játékosaként karrierje nagy részét Oroszországban töltötte.

### A válogatottban
1997 óta szerepel az ukrán válogatottban. Tagja volt a 2009-es Európa-bajnokságon részt vett csapatnak.

## Sikerei, díjai

### Klubcsapatokban
Ukrán bajnok (2):
- Metaliszt Harkiv (2): 2003, 2004

 Ukrán kupagyőztes (2):
- Metaliszt Harkiv (2): 2003, 2004

 Ukrán bajnoki ezüstérmes (6):
- Lehenda Csernyihiv (2): 1997, 1998
- CPOR-Doncsanka (2): 1999, 2000
- Metaliszt Harkiv (2): 2002, 2005

 Ukrán kupadöntős (4):
- Lehenda Csernyihiv (1): 1998
- CPOR-Doncsanka (1): 1999
- Metaliszt Harkiv (2): 2002, 2005

 Orosz bajnoki ezüstérmes (4):
- Rosszijanka (3): 2007, 2008, 2009
- Enyergija Voronyezs (1): 2010

 Orosz kupagyőztes (3):
- Rosszijanka (2): 2008, 2009
- Zvezda Perm (2): 2011–12

 Orosz kupadöntős (1):
- Rosszijanka (1): 2007
- Enyergija Voronyezs (1): 2010

### Egyéni
- Az év játékosa (1): 2014[1]